# Emmanuel Morin
Emmanuel Morin (13 de março de 1995) é um ciclista francês, membro da equipa Cofidis, Solutions Crédits.

## Palmarés
- Ainda não tem conseguido nenhuma vitória como profissional

## Resultados em Grandes Voltas
| Corrida | Corrida         | 2019 | 2020  |
| ------- | --------------- | ---- | ----- |
|         | Giro d'Italia   | —    | —     |
|         | Tour de France  | —    | —     |
|         | Volta a Espanha | —    | 134.º |

—: não participa

Ab.: abandono